# Gian Luca Perici

Erzbischofswappen von Gian Luca Perici

Gian Luca Perici (* 17. September 1964 in Bassano del Grappa, Provinz Vicenza) ist ein italienischer römisch-katholischer Geistlicher, Erzbischof und Diplomat des Heiligen Stuhls.

## Leben
Gian Luca Perici wuchs in Cittadella auf. Er studierte von 1985 bis 1991 Philosophie und Katholische Theologie am Pontificio Seminario Internazionale Giovanni Paolo II in Rom und an der Päpstlichen Lateranuniversität. Am 21. September 1991 empfing er in der Kathedrale von Velletri durch den Bischof von Velletri-Segni, Andrea Maria Erba B, das Sakrament der Priesterweihe für das Bistum Velletri-Segni.
Zunächst war Perici als Pfarrvikar und Zeremoniar an der Kathedrale von Velletri tätig. Daneben erwarb er 1995 nach weiterführenden Studien am Päpstlichen Athenaeum Sant’Anselmo ein Lizenziat im Fach Liturgiewissenschaft. Anschließend setzte Perici seine Studien an der Päpstlichen Universität Heiliger Thomas von Aquin fort, an der er 2001 mit der Arbeit L’istruzione religiosa nelle scuole pubbliche italiane dal Concordato del 1929 e la successiva opera della Conferenza Episcopale Italiana („Der Religionsunterricht in den staatlichen Schulen Italiens seit dem Konkordat von 1929 und das anschließende Wirken der Italienischen Bischofskonferenz“) im Fach Kanonisches Recht promoviert wurde. Zudem absolvierte er von 1999 bis 2001 eine Ausbildung an der Päpstlichen Diplomatenakademie in Rom.
Perici trat am 1. Juli 2001 in den diplomatischen Dienst des Heiligen Stuhls ein. Er war an den Nuntiaturen in Mexiko (2001–2002), in Haiti (2002–2005), in Malta (2005–2008), in Angola (2008–2011), in Brasilien (2011–2015), in Schweden (2015–2018) sowie in Spanien (2018–2021) tätig. Ab 2021 war Perici Nuntiaturrat an der Nuntiatur in Portugal. Papst Benedikt XVI. verlieh ihm am 1. Juli 2006 den Ehrentitel Päpstlicher Ehrenkaplan und Papst Franziskus am 11. November 2016 den Ehrentitel Päpstlicher Ehrenprälat. Außerdem ist er Ehrendomherr an der Kathedrale von Velletri.
Am 5. Juni 2023 ernannte ihn Papst Franziskus zum Titularerzbischof von Volsinium sowie zum Apostolischen Nuntius in Sambia und in Malawi. Die Bischofsweihe spendete ihm Kardinalstaatssekretär Pietro Parolin am 15. Juli desselben Jahres in Rom; Mitkonsekratoren waren der Pro-Präfekt des Dikasteriums für die Evangelisierung, Luis Antonio Kardinal Tagle, und der Bischof von Velletri-Segni, Stefano Russo. Sein Wahlspruch Sub tuum præsidium („Unter deinen Schutz und Schirm“) stammt aus dem gleichnamigen Mariengebet.

## Schriften
- L’istruzione religiosa nelle scuole pubbliche italiane dal Concordato del 1929 e la successiva opera della Conferenza Episcopale Italiana. Pontificia Università San Tommaso d’Aquino, Rom 2002, OCLC 260072745.